# Echus Chasma
Echus Chasma és una estructura geològica del tipus chasma a la superfície de Mart, situada amb el sistema de coordenades planetocèntriques a 5.74 ° de latitud N i 282.57 ° de longitud E. Fa 391.1 km de diàmetre. El nom va ser fet oficial per la UAI l'any 1976 i pren el nom d'una característica d'albedo.